# شون باتريك فرنسيس هيوز
شون باتريك فرنسيس هيوز (بالإنجليزية: Sean P. F. Hughes)‏ هو جراح وأستاذ جامعي بريطاني، ولد في 2 ديسمبر 1941 في فارنهام في المملكة المتحدة.